# Ојо
Ојо је једна од савезних држава Нигерије. Налази се у југозападном делу земље, а главни град државе је град Ибадан. 
Држава Ојо је формирана 1976. године. Заузима површину од 28.454 km² и има 5.591.589 становника (подаци из 2006). 